# تصویر (ریاضیات)

تابعی از دامنهٔ X به هم‌دامنهٔ Y است. بیضی کوچک‌ترِ درون Y، تصویر است. گاهی به تصویر برد نیز گفته می‌شود، اما برد تابع برای اشاره به هم‌دامنه نیز ممکن است به کار رود.

اگر f یک نگاشت، تابع یا تبدیل از دامنهٔ D به هم‌دامنهٔ Y باشد، آنگاه تصویر f (به انگلیسی: Image) که گاه به آن برد f نیز گفته می‌شود، مجموعهٔ مقادیری است که f با تغییر ورودی‌اش روی مقادیر D به‌دست می‌دهد. اصطلاح تصویر تابع در متون آکادمیک نسبت به برد برتری دارد. تصویر تابع می‌تواند برای زیرمجموعه‌هایی از دامنه نیز تعریف شود. f[a,b] بیانگر تصویر بازهٔ [a,b] تحت تابع f است.
تصویر یک تابع زیرمجموعه‌ای از هم‌دامنهٔ آن است.